# 清水淳司
清水 淳司（しみず じゅんじ、1960年4月6日 - ）は、フジテレビ放送部データ放送プロデューサー。元美術制作局美術センター専任部長　美術プロデューサー。大分県出身、早稲田大学卒業。

## 略歴
1984年、フジテレビ入社。第二制作部へ配属。以来、バラエティ番組に携わる。
オレたちひょうきん族のADを経て、いきなりフライデーナイトでディレクターデビューを果たす。
その後、やまだかつてないテレビなどを手がけ、1995年、CM部へ異動となる。
さらに1997年には、FCC（フジクリエイティブコーポレーション）へ出向。ポンキッキーズなどのプロデューサーを担当した。爆笑問題を起用し、「爆チュー問題」のコーナーなどで話題を呼ぶ。
2005年、フジテレビへ戻り、美術制作局へ配属となる。あっぱれさんま大教授やミュージックフェアなどの美術プロデューサーを担当した。
2009年、ライツ開発局コンテンツ事業センター映像企画部（現：映像コンテンツ事業部）へ異動。DVDプロデューサーとして、主にバラエティ番組のDVDを企画・制作する。
2012年、ビットスタジオ・データ放送班に異動。以降部名はいろいろ変わるが、データ放送プロデューサーとして活動している。「めざましじゃんけん」「ｄボタントロッコアドベンチャー」などのデータ放送コンテンツの立ち上げに参画。「船越英一郎殺人事件」データ放送では「２時間ドラマ王道ナビ」というシーンガイド企画で原稿を書きＳＮＳで話題になる。
2020年、定年退職。その後もシニアアドバイザーのデータ放送プロデューサーとして５年間働く。その間にＦＯＤ・ＴＶｅｒで「発掘！お宝音ネタＳＨＯＷ『音楽バカＴＶ』」そしてオリジナルアニメ「アカペラ侍」を制作し配信する。

## 主な担当番組

### ADとして携わった番組
- ザ・わかるっチャー
- 大江戸花火まつり
- いただきます
- 笑っていいとも!
- テレビくん、どうも!
- オレたちひょうきん族
- 初詣!爆笑ヒットパレード
- FNSスーパースペシャル1億人のテレビ夢列島
- ぼくら冒険王～今夜よみがえる番組たち～
- フジテレビ30年史
- テレビCM30年史

### ディレクターとして携わった番組
- 「いきなりフライデーナイト」
- 「冗談画報II」
- 「邦ちゃんのやまだかつてないテレビ」
- 「でたらめ天使」
- 「うれしたのし大好き」
- 「広告大賞」
- 「ダウンタウンのごっつええ感じ」
- 「笑っていいとも!」鶴瓶・K2・奥山・ローリー
- 「NONFIX　卑弥呼の金印を探せ！～国東半島に眠る巨大ストーンサークルの謎～」
- 「めざましテレビ」

### プロデューサーとして携わった番組
- 「抜け道グランプリ～国道18号の渋滞を避ける方法～」
- 「タクシーグランプリ」
- 「Mars TV」
- 「UN FACTORY ソムリエ」
- 「エンタメゆうえんち 東京移住計画」
- 「バカTV」
- 「音楽バカTV」
- 「ポンキッキーズ」爆チュー問題、きかんしゃトーマス(第5シリーズ)
- 「ポンキッキーズ21」やきいもの歌
- 「広告大賞」
- 「夜も冒険王」「プロジェクトCX～お台場の海にゴーイングメリー号を就航せよ～」などお台場冒険王PR番組
- 「氣志團氣志團」
- 「焼酎学校修学旅行」
- 「day after tomorrow DVD 」
- 「優先順位バラエティ プライオリTV」
- 「バニラ気分!『マツケン・今ちゃん・オセロのGO!GO!サタ』」（キャスティングプロデューサー）
- 少年タケシ「こえだめファイター ふんばれキヨシくん」（予告編のみ）
- 「団塊ヒーロー!香リン4」
- 「芸能界ボウリング王決定戦」（フジテレビ７２１）
- 「音楽バカＴＶ」（ＦＯＤ・ＴＶｅｒ）
- 「アカペラ侍」（ＦＯＤ・ＴＶｅｒ）

## その他エピソードなど
- 文才があり、本人も文章を書くのが好きであるために2007年6月11日よりフジテレビZOOホームページ内において「美術Pは見た!～セット裏から見た制作ウラ話～」という個人ブログを開設。
- 「団塊ヒーロー!香リン4」のプロデューサー以外の原案・脚本・監督では大分駿のペンネームを使用している。大分は、彼の出身地であること。また、宮崎の上（北側）に位置することから宮崎駿のパロディというシャレも意味している。エンディングテーマ「哀愁体臭加齢臭」（歌：米良美一、作曲：ＨＩＲＯＳＨＩ）の作詞者でもある。
- 1985年9月30日 - 1986年3月28日、いいともスタッフ隊として、森田一義アワー 笑っていいとも!に日割り制度（出演時にAD兼任）で出演していた。
- かつて『邦ちゃんのやまだかつてないテレビ』で流された『愛はチキンカツ』（KAN『愛は勝つ』の替え歌）の作詞者である[2]。
- 「アカペラ侍」は原作・脚本・監督のオリジナルアニメである。主演声優はゴスペラーズ。エンディングテーマの「拙者はそなたとハモリたい」や「ああ赤平藩」「八戸藩の数え歌」「えーじゃないか音頭」の作詞も手掛けている。